# Linia kolejowa nr 121
Linia kolejowa nr 121 – jednotorowa, niezelektryfikowana, drugorzędna linia kolejowa łącząca stację Medyka ze stacją Chałupki Medyckie.